# NSG 'Panzbachtal' westl. Bergen
NSG 'Panzbachtal' westl. Bergen este o arie protejată (arie specială de conservare — SAC, sit de importanță comunitară — SCI) din Germania întinsă pe o suprafață de 97,88 ha, integral pe uscat.

## Localizare
Centrul sitului NSG 'Panzbachtal' westl. Bergen este situat la coordonatele 49°32′21″N 6°40′45″E / 49.5392°N 6.6792°E.

## Înființare
Situl NSG 'Panzbachtal' westl. Bergen a fost declarat sit de importanță comunitară în octombrie 2000 pentru a proteja 6 specii de animale. Situl a fost protejat și ca arie specială de conservare în ianuarie 2011.

## Biodiversitate
Situată în ecoregiunea continentală, aria protejată conține 5 habitate naturale: Formațiuni ierboase bogate în specii de Nardus, dezvoltate pe substraturi silicioase în zone montane (și în zone submontane, în Europa continentală), Fânețe de joasă altitudine (Alopecurus pratensis, Sanguisorba officinalis), Mlaștini turboase de tranziție și turbării mișcătoare, Păduri de fag Luzulo-Fagetum, Păduri aluvionare cu Alnus glutinosa și Fraxinus excelsior (Alno-Padion, Alnion incanae, Salicion albae).
La baza desemnării sitului se află mai multe specii protejate:
- păsări (3): fâsă de luncă (Anthus pratensis), sfrâncioc roșiatic (Lanius collurio), mărăcinar (Saxicola rubetra)
- nevertebrate (1): fluturele purpuriu (Lycaena dispar)
- pești (2): zglăvoacă (Cottus gobio), cicar (Lampetra planeri)

Pe lângă speciile protejate, pe teritoriul sitului au mai fost identificate 11 specii de plante, 4 specii de nevertebrate.